# Luncavița (Caraș-Severin)
Luncavița è un comune della Romania di 2810 abitanti, ubicato nel distretto di Caraș-Severin, nella regione storica del Banato.
Il comune è formato dall'unione di 2 villaggi: Luncavița e Verendin.